# Amarildo Belisha
Amarildo Belisha (Scutari, 11 luglio 1981) è un ex calciatore albanese, di ruolo centrocampista.

## Carriera

### Club
Ha giocato nella prima divisione albanese.
In carriera oltre a 5 partite in Coppa Intertoto UEFA ha inoltre giocato in totale 22 partite nei turni preliminari delle competizioni UEFA per club (4 in quelli di Champions League e 18 in quelli di Coppa UEFA/UEFA Europa League).

### Nazionale
Ha giocato nella nazionale albanese Under-21.

## Palmarès

### Club

#### Competizioni nazionali
- Campionato albanese: 1

Vllaznia: 2000-2001
- Coppa d'Albania: 1

Besa Kavajë: 2006-2007
- Supercoppa d'Albania: 2

Vllaznia: 1998, 2001